# Marijan Učak
Marijan Učak, slovenski likovni pedagog in avtor ekslibrisov, * 1. marec 1926, Ljubljana, † 18. oktober 1979, Ljubljana.

## Življenje in delo
Po končani osnovni šoli in nižji gimnaziji (1944) je od 1947-1951 v Ljubljani obiskoval šolo za oblikovanje. Po končanem šolanju se je zaposlil v ljubljanskem Društvu uporabnih umetnikov (1952-1957), od 1961 dalje je učil na osnovni šoli Prežihov Voranc v Ljubljani, vmes je bil svoboden umetnik. Leta 1969 je postal član društva ekslibristov.  
Že med šolanjem so ga privlačili lesorez, jeklorez, linorez, pa tudi bakrorez, pod vplivom R. Debenjaka se je usmeril v malo grafiko in leta 1955 začel specializacijo na dunajski akademiji za uporabno umetnost, a jo zaradi pomanjkanja sredstev ni dokončal. Ukvarjal se je pretežno z ekslibrisi; v motivih prevladujeta folklora in figuralika. Sodeloval je na več skupinskih razstavah, mdr.: v Budimpešti (1970), Ljubljani (1972, 1973), Cerknici (1973) in drugod. 